# Diplasiolejeunea
Diplasiolejeunea là một chi rêu trong họ Lejeuneaceae.